# Fåfängan

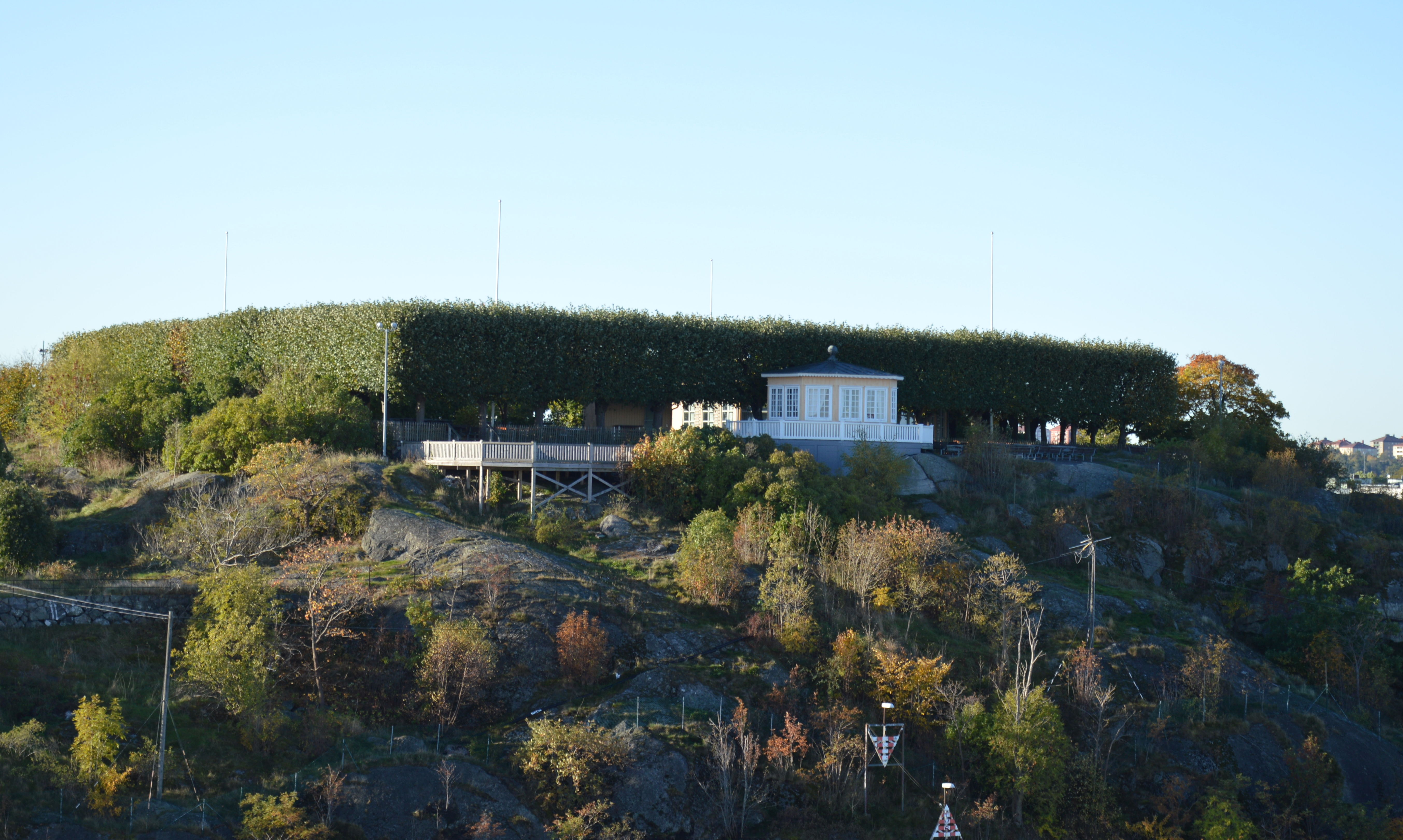
Fåfängan, Blick von Nordosten

Bild Karl Nordströms von 1891

Fåfängan ist ein Aussichtspunkt mit gastronomischer Versorgung im Stockholmer Stadtteil Södermalm.

## Lage
Er befindet sich am Ende der von der Folkungagatan nach Norden abgehenden Straße Klockstapelsbacken auf einem Hügel am nordöstlichen Ende Södermalms hoch über dem Hafen Stockholms und stellt durch eine annähernd quadratisch angelegte Umpflanzung mit stark beschnittenen Bäumen einen markante Landmarke dar.

## Geschichte
Auf dem Hügel wurde im Jahr 1655 von Feldmarschall Erik Dahlberg eine Festung errichtet, die die Zufahrt nach Stockholm bewachte, von der noch einige Reste erkennbar sind. Den heutigen Namen Fåfängan erhielt der Bereich in den 1770er Jahren. Der Name bedeutet im Deutschen etwa Nichtigkeit und bezieht sich auf die Wertlosigkeit des Landes, das nur schwer nutzbar war. Das Gelände gehörte zu diesem Zeitpunkt dem Großhandelskaufmann Frederik Lundin. Er ließ hier inmitten eines viereckig angelegten Blumengartens einen Pavillon errichten.
Diese Nutzung besteht letztlich noch heute.

## Fåfängan in der Kunst
Der schwedische Maler Karl Nordström schuf mehrfach Bilder von Fåfängan und der Umgebung. So 1891 das Ölbild Fåfängan, Stockholm, in welchem der Hügel in dunkler Lichtstimmung dargestellt wird. 1915 die Bilder Fåfängan från Beckholmen und Fåfängan mot Backholmen. Darüber hinaus besteht sein Bild Utsikt över Fåfängan.